# Maria Bethânia
Maria Bethânia Vianna Telles Veloso (Santo Amaro, Bahía; 18 de junio de 1946) es una cantante, compositora y poeta brasileña. Es conocida como la "Abeja reina" o la "Reina del MPB".
Desde su juventud, participó en obras de teatro junto con su hermano, el también cantautor y compositor Caetano Veloso, y otros artistas reconocidos de la época. El 13 de febrero de 1964 estrenó su carrera musical en el concierto-espectáculo "Opinião" (Opinión), celebrado en Río de Janeiro, y en donde reemplazó a Nara Leão. El mismo año firmó un contrato con la discográfica RCA y lanzó su primer disco homónimo. En 1965 alcanzó su máxima popularidad a nivel nacional con su sencillo Carcará.
Nació en el seno de una familia de artistas: es hermana de los también cantautores Mabel Veloso, y tía de los cantantes Moreno Veloso, Zeca Veloso, Tom Veloso, Belô Veloso y Jota Veloso.
Ha publicado 50 álbumes de estudio y, según la revista Rolling Stone, es considerada una de las diez mejores cantantes de Brasil. Ha vendido más de 26 millones de copias.

## Biografía
Bethânia es la sexta de ocho hermanos. Su padre, José Teles Velloso fue funcionario público en correos. Su hermano Caetano fue quien la bautizó bajo el nombre de Maria Bethânia en homenaje al sencillo homónimo compuesto por Capiba, conocido en aquella época, e interpretado por Nelson Gonçalves.

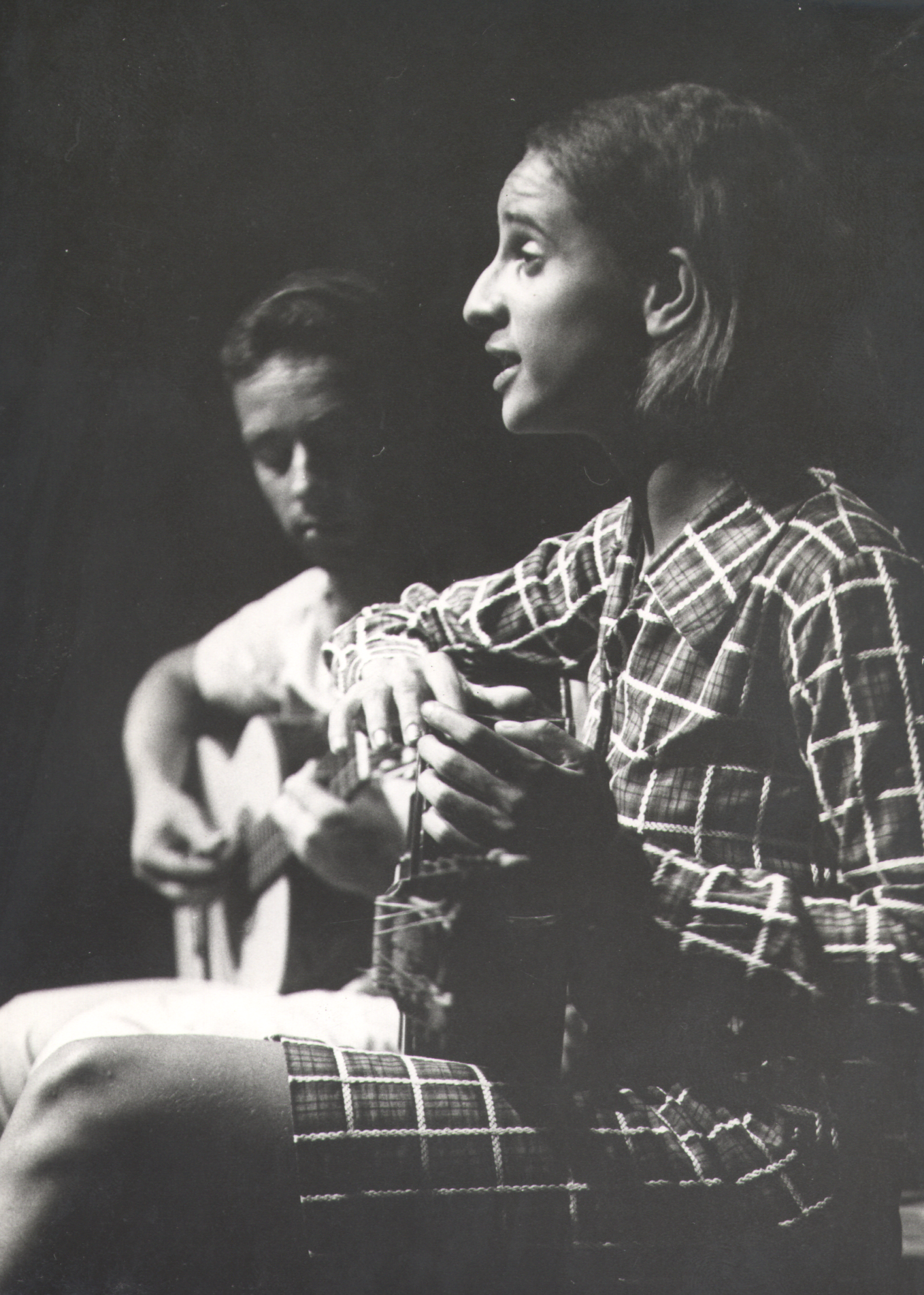
Maria Bethânia, 1965. Archivo Nacional del Brasil.

Durante su infancia soñó con ser actriz, sin embargo al criarse en el seno de una familia ligada a la música acabaría influida por estos. A los 13 años se mudó a Salvador de Bahía donde experimentó el arte bohemio de la zona. A los 16 años, Caetano le ofreció cantar la banda sonora de una película, pero declinó la oferta. No obstante a Álvaro Guimarães le atrajo su voz y este le invitó a actuar en el musical de Nelson Rodrigues: Boca de ouro de 1963 donde interpretó una samba de Ataulfo Alves.
En el mismo año, conoció junto a su hermano a los cantantes Gilberto Gil y Gal Costa y fueron invitados a participar en un concierto de música popular para inaugurar el teatro Vila Velha. En 1964 interpretaron Nós, por exemplo. Tras el éxito del programa se volvió a repitir dos meses después con la colaboración de Tom Zé. Aquel mismo año formarían otros espectáculos llamados Nova Bossa Velha e Velha Bossa Nova y Mora na Filosofia. Durante una de sus actuaciones, la cantante de bossa nova Nara Leão le ofreció su puesto para actuar en Opinião.
En 1965 publicó su primer sencillo bajo el título de Carcará. Posteriormente se trasladaría a Río de Janeiro donde actuaría en varios clubes nocturnos de la ciudad. Finalmente firmaría contrato con la discográfica RCA Records aunque a lo largo de los años 70, Bethânia cambiaría de discográfica continuamente. Entre sus trabajos destacados en aquella década se encuentran: Drama, Luz Da Noite y Pássaro da Manhã con el que obtuvo el "disco de oro". Mismo premio recibió por Álibi. A finales de los 70 decidió centrarse en dar un ritmo tropical a sus trabajos. Durante los años 80 y 90 continuó grabando nuevos materiales, entre los que se encuentra As Canções Que Você Fez Para Mim, considerado el álbum más vendido de Brasil.

## Vida personal
Maria pertenece al colectivo LGBT+. Está casada con Gilda Midani desde 2017.

## Discografía
(40 discos lanzados, excluyendo los compactos: 27 de estudio y 13 en vivo)

### Sony BMG/RCA
- 1965 - Maria Bethânia
- 1966 - Maria Bethânia canta Noel Rosa

### Universal Music/ Elenco
- 1967 - Edu e Bethânia - com Edu Lobo

### EMI
- 1968 - Recital na Boite Barroco - en directo
- 1969 - Maria Bethânia
- 1970 - Maria Bethânia Ao Vivo

### Universal Music/Philips/Polygram
- 1971 - A Tua Presença
- 1971 - Rosa dos Ventos - en directo
- 1972 - Quando o Carnaval Chegar (banda sonora de la película homónima, con Chico Buarque y Nara Leão)
- 1972 - Drama
- 1973 - Drama 3º ato - en directo
- 1974 - A cena muda - en directo
- 1975 - Chico Buarque e Maria Bethânia - en directo
- 1976 - Pássaro Proibido
- 1976 - Doces Bárbaros - con Caetano Veloso, Gal Costa y Gilberto Gil - en directo
- 1977 - Pássaro da Manhã
- 1978 - Maria Bethânia e Caetano Veloso Ao Vivo (en directo)
- 1978 - Álibi
- 1979 - Mel
- 1980 - Talismã
- 1981 - Alteza
- 1982 - Nossos Momentos - en directo
- 1983 - Ciclo
- 1984 - ABeira e o mar
- 1987 - Personalidade (PHILIPS PolyGram)

### Sony BMG/RCA
- 1986 - Dezembros
- 1988 - Maria

### Universal Music/ Polygram
- 1989 - Memória da Pele
- 1990 - Maria Bethânia - 25 anos
- 1992 - Olho d'Água
- 1993 - As canções que você fez para mim
- 1994 - Las canciones que hiciste para mi - en español
- 1995 - Maria Bethânia Ao Vivo

### EMI
- 1996 - Âmbar
- 1997 - Imitação da vida - ao vivo

### Sony BMG
- 1998 - A Força que nunca seca
- 1999 - Diamante Verdadeiro - ao vivo
- 2000 - Cânticos, Preces e Súplicas à Senhora dos Jardins do Céu (tiragem limitada de dois mil cópias)
- 2001 - Maricotinha

### Biscoito Fino e Quitanda
- 2002 - Maricotinha Ao Vivo
- 2003 - Cânticos, Preces e Súplicas à Senhora dos Jardins do Céu - edição comercial
- 2003 - Brasileirinho
- 2005 - Que falta você me faz (músicas de Vinícius de Moraes)
- 2006 - Mar de Sophia
- 2006 - Pirata
- 2007 - Dentro do Mar Tem Rio - en directo
- 2008 - Maria Bethania e Omara Portuondo (Cantora Cubana do Buena Vista Social Clube)
- 2009 - Tua
- 2009 - Encanteria
- 2012 - Oasis de Bethânia
- 2014 - Meus Quintais
- 2021 - Nocturno